# Bocca di Lierna
(Leonardo da Vinci, Codice Atlantico - C.A. 214 verso)
La Bocca di Lierna o Bocchetta di Lierna (1 356 m s.l.m.) è un passo di montagna che si trova a Lierna, sul lago di Como, fra il monte Palagia e il monte Cucco.

## Descrizione
La Bocca di Lierna, nota anche come Bocchetta di Lierna, è un passo montano situato a 1.356 metri sul livello del mare nel territorio di Lierna, lungo la sponda orientale del Lago di Como. Questo valico naturale si trova tra il Monte Palagia e il Monte Cucco, all’interno del massiccio delle Grigne.
La Bocca di Lierna rappresenta un punto di collegamento tra le valli interne e la zona lacustre, offrendo agli escursionisti panorami suggestivi sul Lago di Como e sulle montagne circostanti. È accessibile tramite diversi sentieri escursionistici che partono dai comuni limitrofi, come Lierna ed Esino Lario.
L’area è caratterizzata da una ricca biodiversità, con una varietà di specie vegetali tipiche dell’ambiente prealpino. Inoltre, la presenza di formazioni calcaree e fenomeni carsici aggiunge interesse geologico alla zona.
Per gli appassionati di trekking, la Bocca di Lierna offre l’opportunità di percorrere itinerari che attraversano ambienti naturali incontaminati, con la possibilità di osservare panorami mozzafiato e di immergersi nella tranquillità della montagna.
In sintesi, la Bocca di Lierna è una meta ideale per chi desidera esplorare le bellezze naturali del Lago di Como e delle sue montagne, offrendo percorsi adatti sia agli escursionisti esperti che ai principianti.

## Caratteristiche
La Bocca di Lierna o Bocchetta di Lierna (1.356 m s.l.m.) è un valico montano situato sulle pendici del Monte Grigna Meridionale, nel territorio di Lierna, in provincia di Lecco, Lombardia. Questo passo collega il versante occidentale della Grigna Settentrionale al Lago di Como, offrendo spettacolari vedute panoramiche sul bacino lacustre e sui rilievi circostanti.

## Caratteristiche geografiche
La Bocca di Lierna è un punto strategico che si trova lungo una delle antiche vie di transito utilizzate per il collegamento tra le aree montane e la sponda orientale del Lago di Como. Situata in un ambiente di alta montagna, è circondata da prati, affioramenti rocciosi e fitte zone boscose, tipiche delle Grigne.
Il valico rappresenta un passaggio naturale che separa i diversi ambienti del massiccio della Grigna ed è un importante punto di riferimento per gli escursionisti che percorrono i sentieri della zona, come il celebre Sentiero delle Grigne.

## Accesso
La Bocchetta di Lierna è accessibile a piedi tramite diversi sentieri escursionistici che partono dai paesi limitrofi, come Lierna e Mandello del Lario. Il percorso, benché panoramico, richiede una buona preparazione fisica a causa delle pendenze e delle caratteristiche del terreno.

## Interesse naturalistico
Quest’area è particolarmente apprezzata per la sua ricca biodiversità e per i panorami suggestivi che spaziano dalla catena alpina fino alle acque del Lago di Como. La zona è caratterizzata da formazioni calcaree e grotte carsiche, che testimoniano l’azione erosiva dell’acqua nel corso dei millenni.

## Storia e tradizioni
La Bocca di Lierna ha rappresentato per secoli un passaggio importante per pastori, mercanti e viaggiatori che transitavano tra le montagne e i borghi lacustri. Ancora oggi, la sua posizione evoca il legame tra le comunità montane e quelle rivierasche.